# Bryan Reynolds
Bryan Keith Reynolds (Fort Worth, Texas, Estados Unidos, 28 de junio de 2001) es un futbolista estadounidense que juega como defensa en el K. V. C. Westerlo de la Primera División de Bélgica.

## Trayectoria

### Inicios
Jugó en la academia del F. C. Dallas hasta 2021. El 20 de mayo de 2019 hizo su debut con el F. C. Dallas, en el empate con marcador 1-1 contra el Los Ángeles F. C.

## Selección nacional
Debutó para la selección absoluta de los Estados Unidos el 28 de marzo de 2021 en un partido contra Irlanda del Norte.

## Estadísticas

### Clubes
Actualizado al último partido disputado el 10 de noviembre de 2023.
| Club                        | Div.          | Temporada     | Liga  | Liga  | Copas nacionales | Copas nacionales | Copas internacionales | Copas internacionales | Total | Total |
| Club                        | Div.          | Temporada     | Part. | Goles | Part.            | Goles            | Part.                 | Goles                 | Part. | Goles |
| --------------------------- | ------------- | ------------- | ----- | ----- | ---------------- | ---------------- | --------------------- | --------------------- | ----- | ----- |
| F. C. Dallas Estados Unidos | 1.ª           | 2019          | 10    | 0     | 2                | 0                | —                     | —                     | 12    | 0     |
| F. C. Dallas Estados Unidos | 1.ª           | 2020          | 17    | 0     | 2                | 0                | —                     | —                     | 19    | 0     |
| F. C. Dallas Estados Unidos | Total club    | Total club    | 27    | 0     | 4                | 0                | 0                     | 0                     | 31    | 0     |
| K. V. Kortrijk · Bélgica    | 1.ª           | 2021-22       | 9     | 1     | —                | —                | —                     | —                     | 9     | 1     |
| K. V. Kortrijk · Bélgica    | Total club    | Total club    | 9     | 1     | 0                | 0                | 0                     | 0                     | 9     | 1     |
| K. V. C. Westerlo · Bélgica | 1.ª           | 2022-23       | 32    | 1     | 2                | 0                | —                     | —                     | 34    | 1     |
| K. V. C. Westerlo · Bélgica | 1.ª           | 2023-24       | 12    | 0     | 1                | 0                | —                     | —                     | 13    | 0     |
| K. V. C. Westerlo · Bélgica | Total club    | Total club    | 44    | 1     | 3                | 0                | 0                     | 0                     | 47    | 1     |
| Total carrera               | Total carrera | Total carrera | 86    | 2     | 7                | 0                | 2                     | 0                     | 95    | 2     |